# St. Josef (Frankfurt-Bornheim)
| St. Josef Frankfurt am Main-Bornheim               | St. Josef Frankfurt am Main-Bornheim |
| -------------------------------------------------- | ------------------------------------ |
| Josefskirche, von Südosten gesehen (Dezember 2013) |                                      |
| Länge                                              | 32,10 Meter                          |
| Breite                                             | 12,75 Meter (Hauptschiff)            |
| lichte Raumhöhe                                    | 14,50 Meter                          |
| Turmhöhe                                           | 32,00 Meter                          |
| Logo des Pfarrei                                   |                                      |
| Logo des Kirchortes                                |                                      |

St. Josef in Frankfurt-Bornheim ist eine von drei Frankfurter Kirchen, die dem Namenspatron Josef von Nazaret geweiht sind. Sie ist die Pfarrkirche der katholischen Pfarrei neuen Typs St. Josef Frankfurt am Main zu der drei weitere Kirchen als Kirchorte gehören und in der darüber hinaus zwei Profilkirchen des Bistums Limburg liegen, die auch Filialkirchen der Pfarrgemeinde sind. Der Sakralbau befindet sich ebenso wie die beiden anderen Josefskirchen in Frankfurt am Main (St. Josef Höchst und St. Josef Eschersheim) im Bistum Limburg.

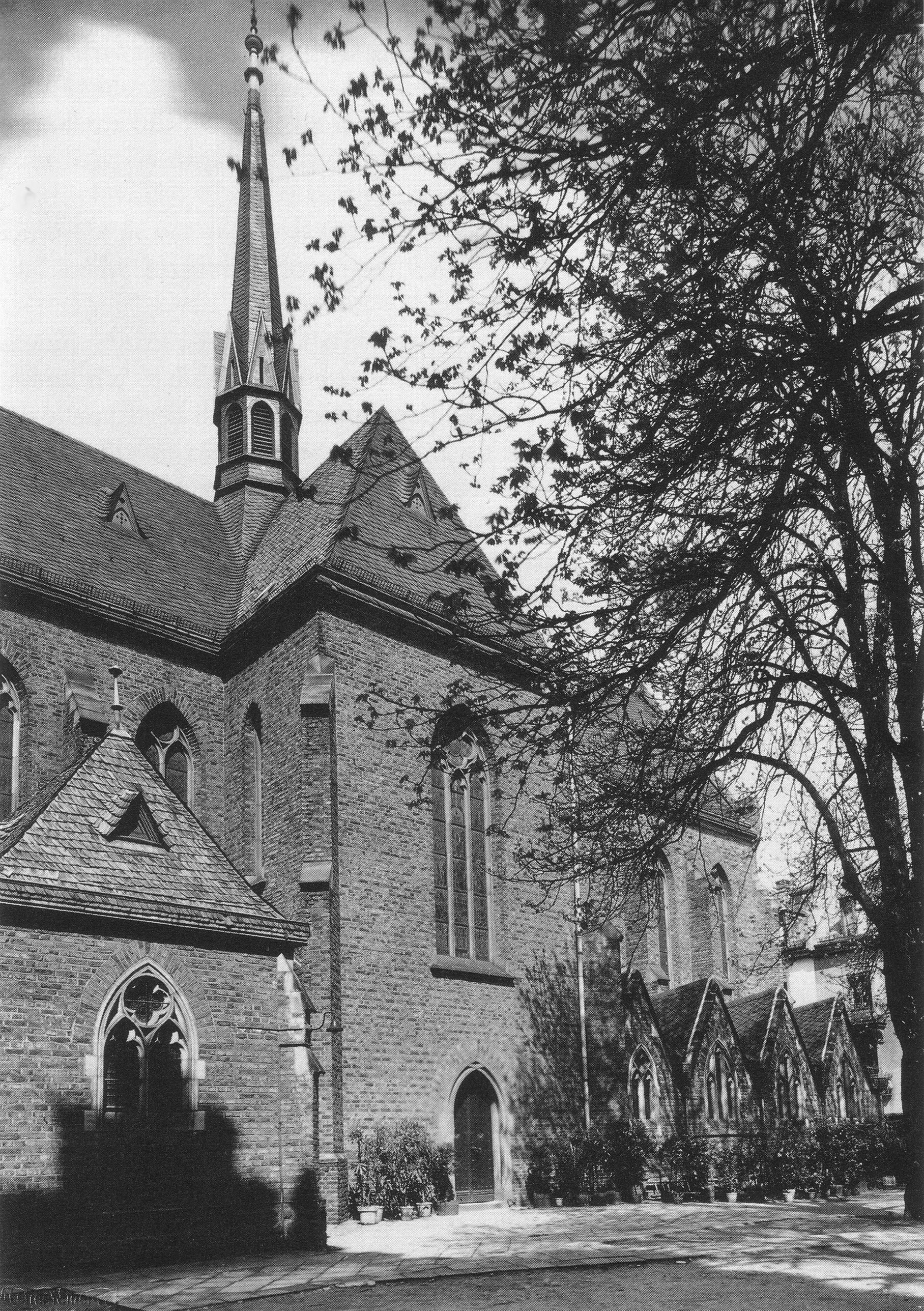
Alte St.-Josefs-Kirche von 1876, Ansicht von der Berger Straße

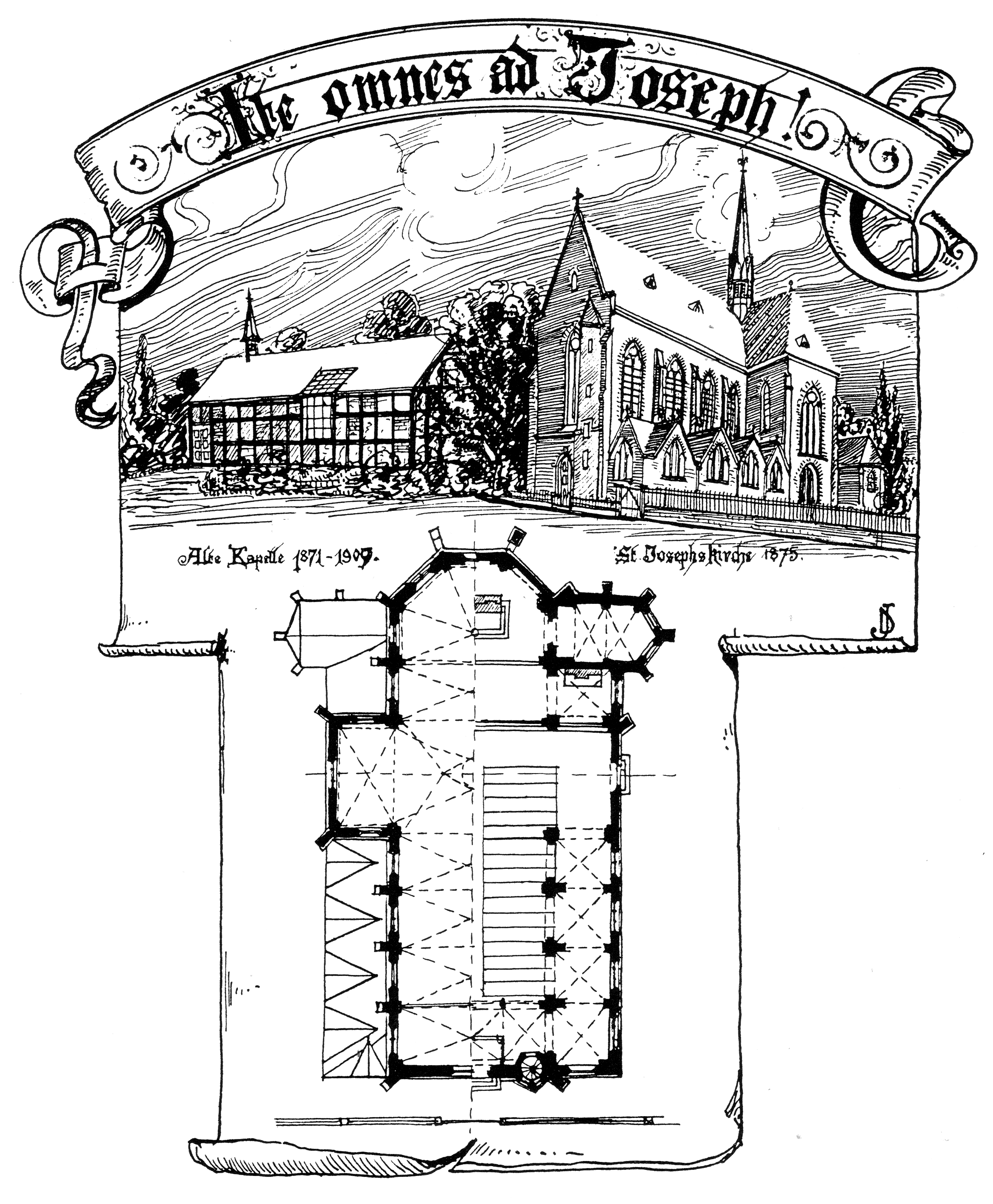
Zeichnung aus dem Jahr 1909 der Notkapelle von 1871 und Alte St.-Josefs-Kirche von 1876 sowie Grundriss der Alten Josefskirche in der Pfarrchronik

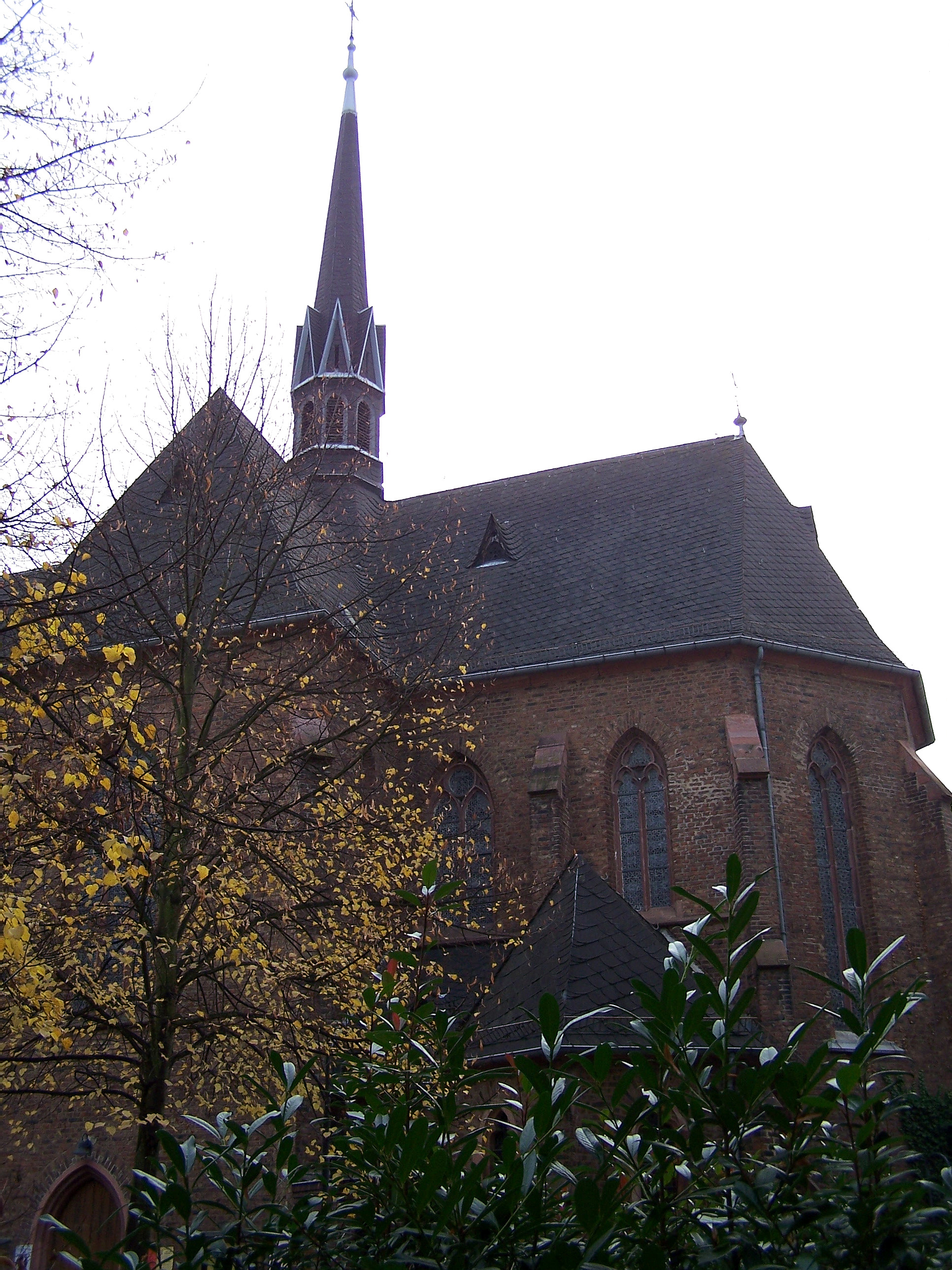
Ansicht der Alten St.-Josefs-Kirche aus dem Pfarrhof

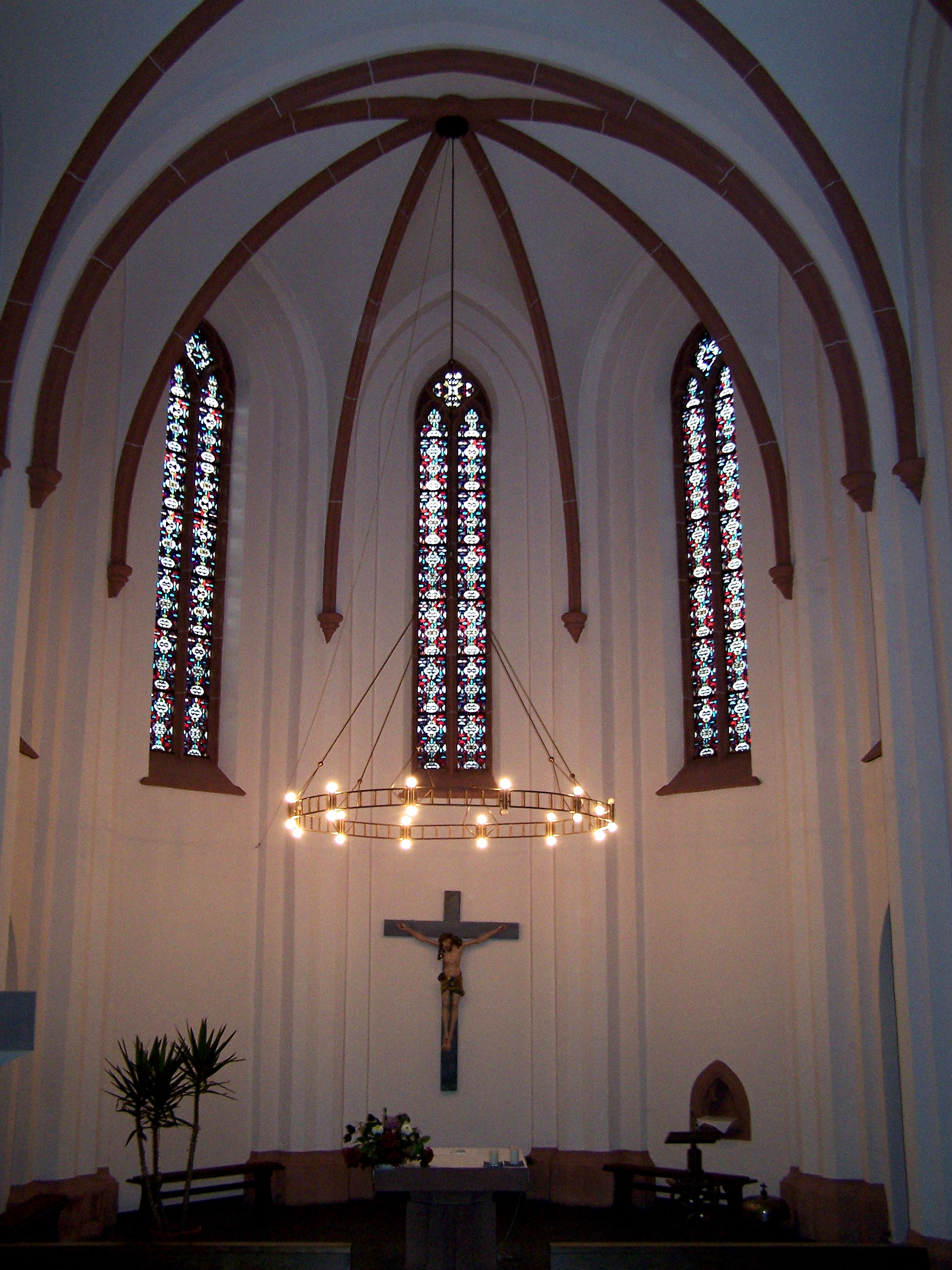
Chorraum der Alten Josefskirche vom Altarraum der Neuen Josefskirche aus gesehen

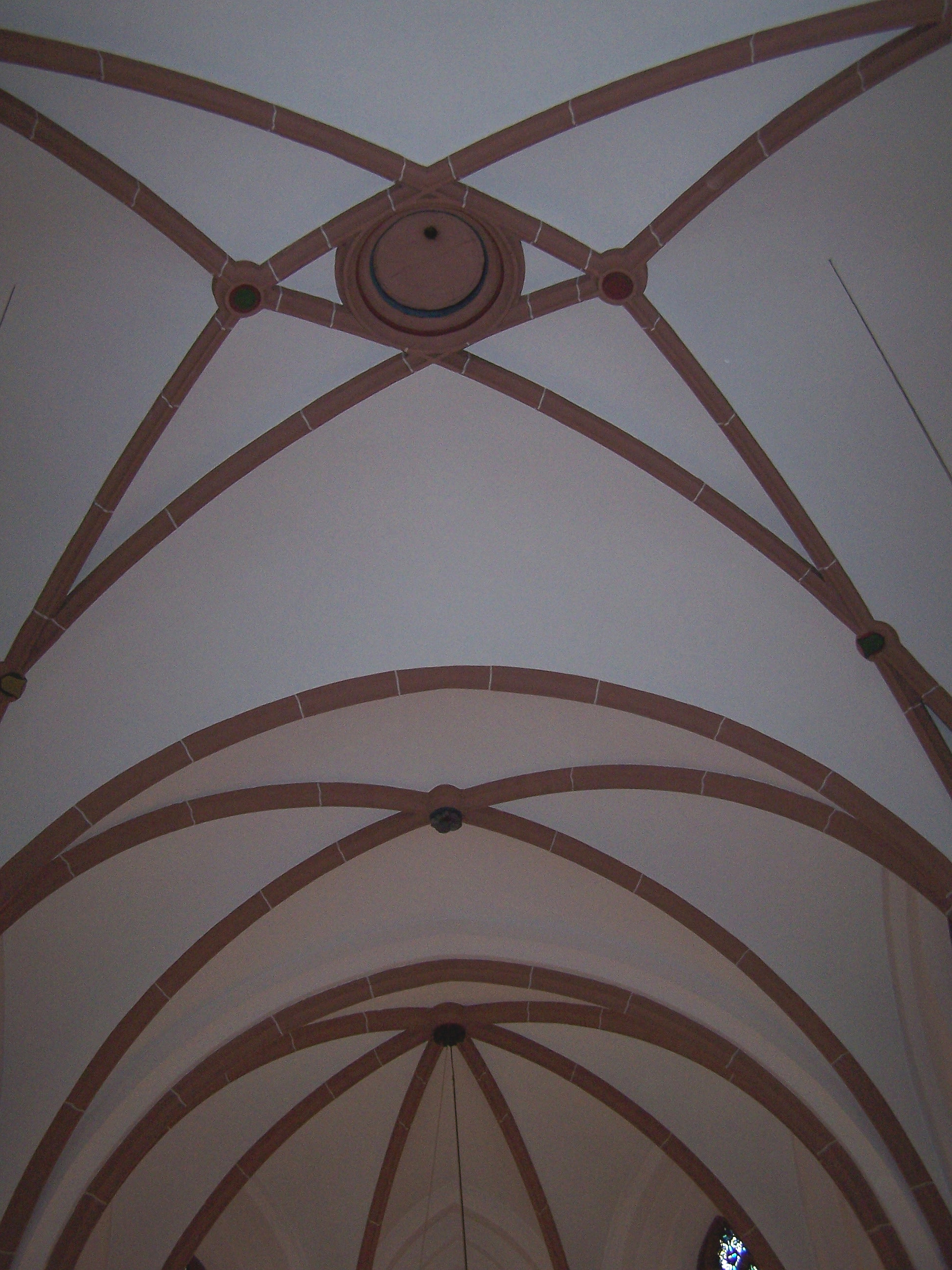
Deckengewölbe der Alten Josefskirche

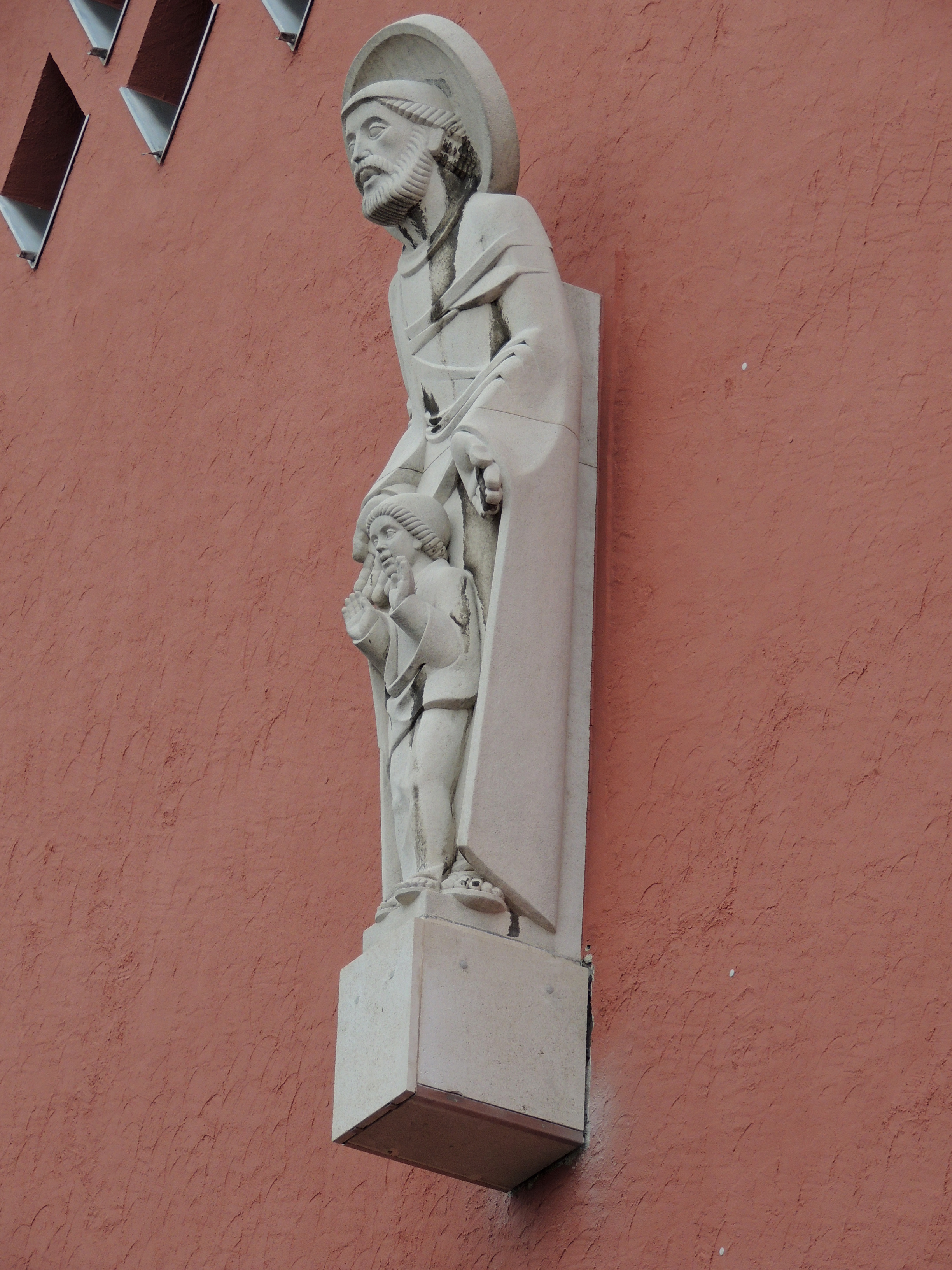
Statue des Josef von Nazaret mit seinem Sohn Jesus am Kirchturm der Neuen Josefskirche, Original von Arnold Hensler

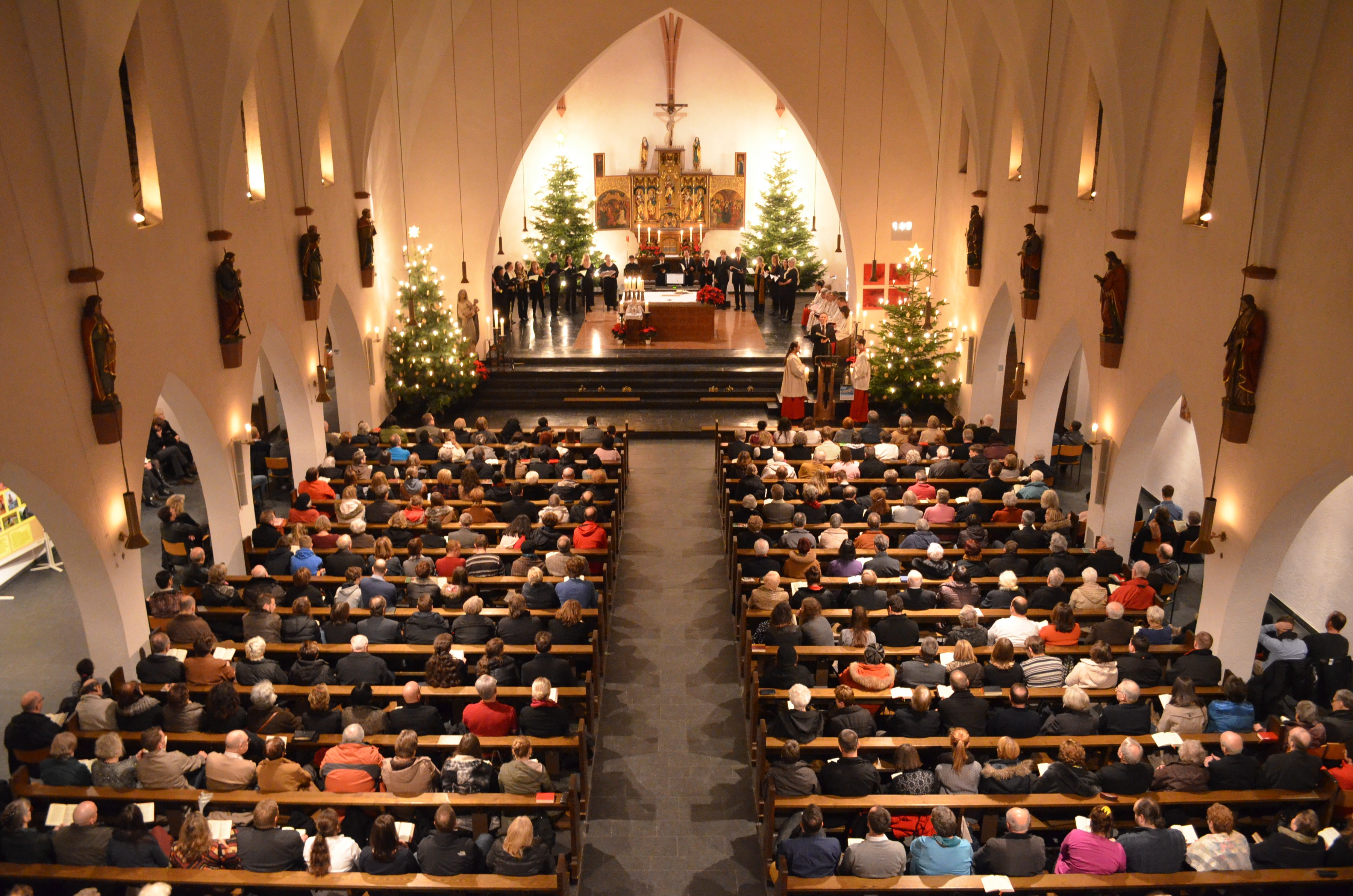
Blick durch das Kirchenschiff in Richtung des Chorraums der Neuen Josefskirche während der Christmette 2013

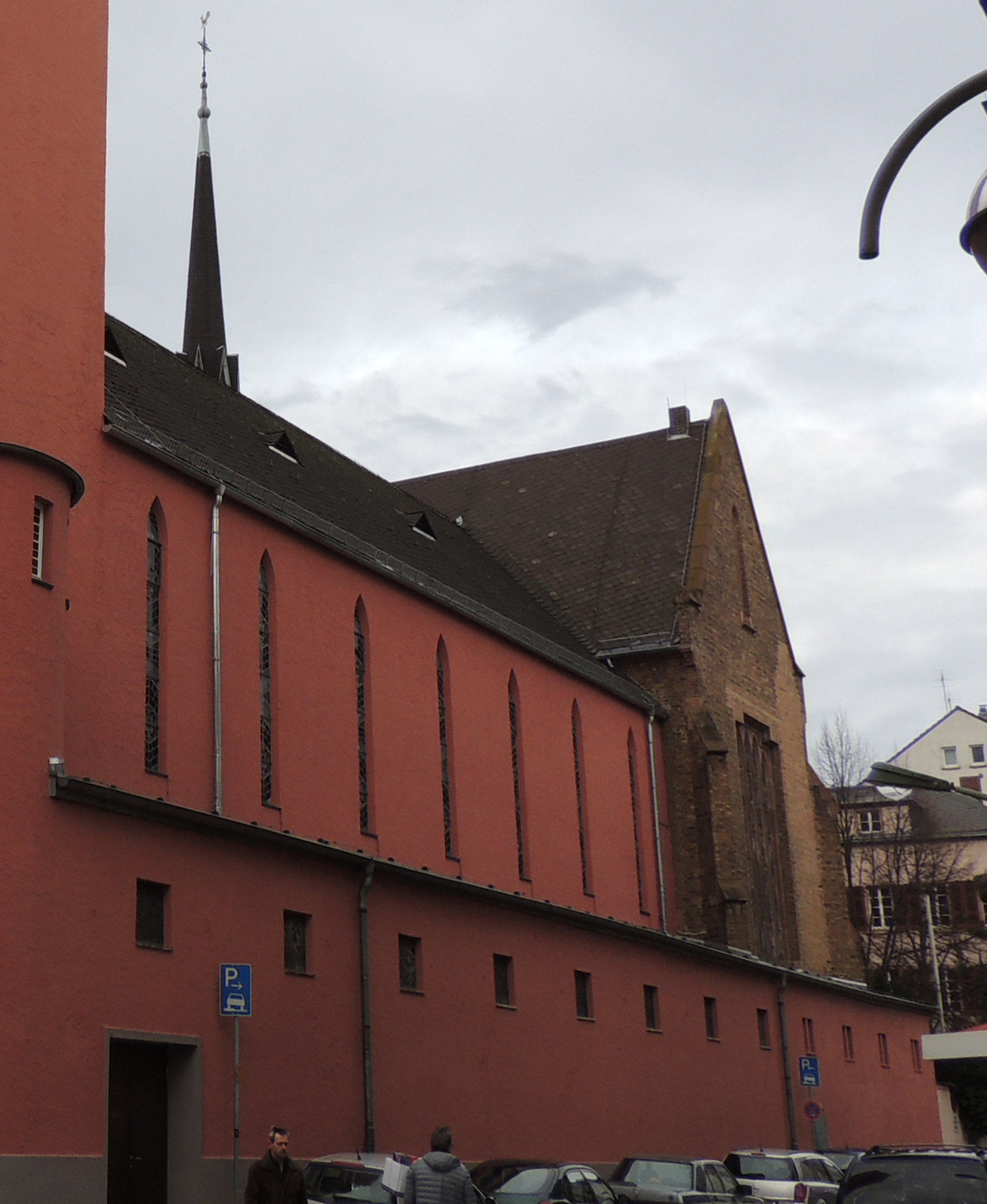
Kirchenschiff der Neuen Josefskirche nach der Renovierung 2013

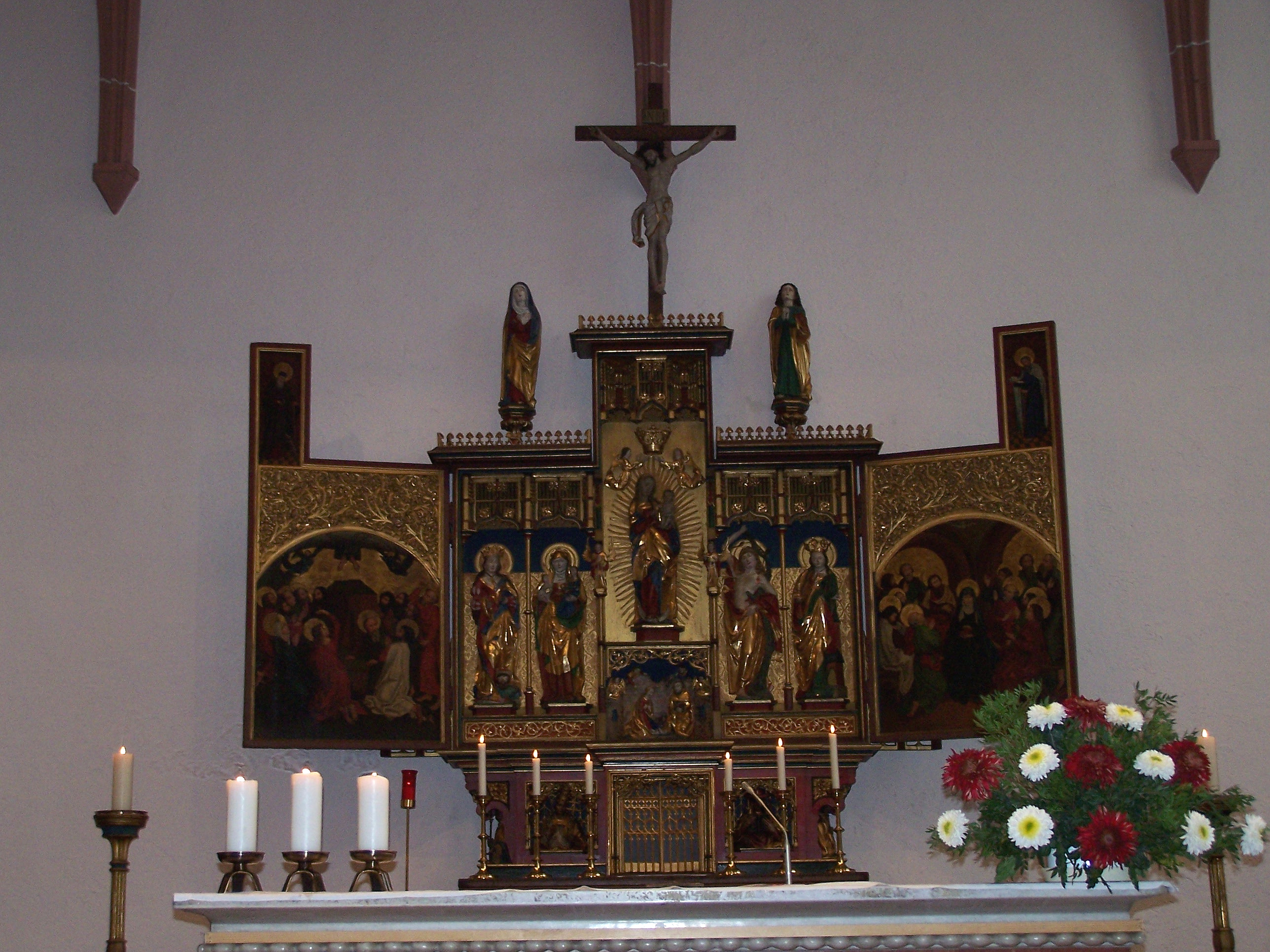
Hochaltar in der Neuen Josefskirche

## Geschichte

### Vorgeschichte
Die erste Bornheimer Kirche, die vermutlich ein Fachwerkbau war, wurde das erste Mal 1261 erwähnt. Sie war den Märtyrerheiligen Abdon und Sennen geweiht. Aus einer Urkunde des Jahres 1338 ist zu schließen, dass der Gottesdienst in Bornheim von dem Frankfurter Pfarrer oder seinem Amtsgehilfen gefeiert wurde. Bornheim unterstand dem erzbischöflich Mainzischen Archidiakonat des Sankt Bartholomäus Stifts in Frankfurt. 1492 soll der Turm der Kirche mit Steinen ausgebessert worden sein und 1520 gar als neuer Kirchturm erhöht, gesponsert von der Familie von Glauburg.
Die Seelsorge in Bornheim wurde vom Kapitel des Bartholomäus-Stifts, der einzigen Pfarrei für die ganze Stadt, stark vernachlässigt. Die Bornheimer Bürger verweigerten dem Stift deshalb zeitweise aus Protest den Zehnt. Stadtpfarrer Peter Meyer ging daraufhin juristisch gegen die Bornheimer vor. Der wachsende Unmut der Bürger führte 1525 zum Frankfurter Zunftaufstand und zur Berufung der ersten lutherischen Prädikanten. 1527 trat die Gemeinde Bornheim geschlossen zum lutherischen Glauben über.
Die ersten Katholiken tauchten wieder im 19. Jahrhundert in der Bornheimer Bevölkerung auf. Es handelte sich um Dienstboten und Handarbeiter aus Bayern, Württemberg, dem Westerwald und dem Fuldaer Land. Den Gottesdienst mussten diese Katholiken im Frankfurter Dom besuchen.
Seit seiner Gründung 1827 gehörte die katholische Gemeinde der Freien Stadt Frankfurt zum Bistum Limburg. Im Deutschen Krieg wurde Frankfurt am 18. Juli 1866 durch die Preußische Mainarmee besetzt und am 2. Oktober vom Königreich Preußen annektiert.
In Bornheim gab es Mitte des 19. Jahrhunderts unter den ca. 4.000 Einwohnern etwa 300 Katholiken. Trotzdem beschloss man, eine eigene Gemeinde zu gründen. Die Bürgerin Juliane Kämpf stellte ihr Privathaus für kirchliche Zwecke zur Verfügung. Am 17. Oktober 1869 konnte der erste römisch-katholische Gottesdienst in Bornheim nach über 250-jähriger Pause gefeiert werden. Zum 1. Januar 1870 kam der Kaplan Heinrich Rody von der St. Leonhardskirche nach Bornheim.
Christi Himmelfahrt 1871 wurde dann eine ehemalige Malerwerkstatt als Fachwerk-Notkapelle genutzt und von der Gemeinde für 1000 Gulden gekauft. Die Kirche wurde mit einem Dachreiter und Glöckchen versehen. Sie befand sich an der Ecke Berger- und Eichwaldstraße (damals noch Gelnhäuser Straße und Waldstraße). Die Kirche konnte für den Gottesdienst mit 300 Teilnehmern genutzt werden. Bei der Volkszählung vom 1. Oktober 1871 wurden in Bornheim bereits 1.517 Katholiken gezählt.

### Gründung
Durch die Zunahme der Katholiken in Bornheim konnte in Bornheim wieder eine katholische Kirche gebaut werden. Es war der erste katholische Kirchenbau in Frankfurt seit der Reformation, die in Bornheim 1527 eingeführt worden war. Am 11. Juni 1876 wurde der Grundstein für die neue Bornheimer Kirche gelegt. Ursprünglich befand er sich am Haupteingang der alten Kirche in der Eichwaldstraße. Bedingt durch die Umbauarbeiten wurde er dann 1931 in die Chorwand der Alten Josefskirche eingemauert. Die neue Bornheimer Kirche war nach 480 Jahren der erste Neubau einer katholischen Kirche in Frankfurt am Main. Der Bau lag bis 2013 zwar geographisch im Nordend, die Pfarrei umschließt aber namentlich und territorial weiterhin Bornheim.
Die Kirche wurde in der Zeit des Kulturkampfes 1877 durch den Frankfurter Stadtpfarrer Ernst Franz August Münzenberger geweiht. Die Pläne der alten Backsteinkirche stammen von Max Meckel und entstanden auf der Grundlage der 1874 abgerissenen ehemaligen gotischen Johanniterkirche in der Frankfurter Altstadt. Meckel verwendete eine Reihe von Spolien, darunter Gewölberippen, Schlusssteine und Fenstermaßwerke. Die Kirche wurde mit einem Dachreiter und Glöckchen („Marienglöckchen“) von der Glockengießerei Bach aus Windecken versehen. Das Glöckchen war nur von Hand zu läuten. Die Seile hingen durch das Loch in der Vierung.
1893 bis 1895 erweiterte Meckel die Kirche um niedrige Anbauten an beiden Seiten des Hauptschiffes, die von den Bornheimern liebevoll Schwalbennester genannt wurden. Das Kirchweihfest der Josefskirche wird am Sonntag vor Maria Himmelfahrt (15. August) gefeiert, an dem auch bereits vorher die Bornheimer Kerb stattfand.
Am 25. August 1895 weihte der Limburger Bischof Karl Klein die Kirche dem Heiligen Josef.

### 20. Jahrhundert
Im 20. Jahrhundert wuchs die Gemeinde bis 1914 bereits auf 18.000 Mitglieder. Ende der 1920er Jahre entstand auf Initiative des Pfarrers Joseph Höhler als Ausgründung der Gemeinde St. Josef die Heilig-Kreuz-Kirche von Martin Weber am östlichen Ende der Wittelsbacher Allee. Grund war die Ausdehnung des Stadtteiles Bornheim nach Osten zum Bornheimer Hang mit der neuen Siedlung Bornheimer Hang des Stadtplaners Ernst May und anderer Bauten und die damit zusammenhängende Zunahme der Anzahl der Katholiken im Stadtteil.
1931–1932 wurde dann auch St. Josefs durch die Architekten Hans (1872–1952) und Christoph Rummel (1881–1961) erweitert. Am Dreifaltigkeitssonntag, den 31. Mai 1931 fand der Erste Spatenstich zur Erweiterung der Kirche statt. Am 25. Oktober 1931 fand der letzte Gottesdienst in der Alten Josefskirche statt. Die Bauarbeiten zur Erweiterung der Josefskirche erforderten den teilweisen Abbruch der der Berger Straße zugewandten Seitenwand der alten Kirche. Seit der Weihe der Neuen Josefskirche durch den Limburger Bischof Antonius Hilfrich wird die Alte Josefskirche als Altarraum und Seitenkapelle genutzt.
Die Kirche selbst wurde im Zweiten Weltkrieg durch die Luftangriffe auf Frankfurt am Main nur relativ gering beschädigt. Durch Bombenangriffe wurde die Maria-Schlaf-Kapelle zerstört und die alten Altäre, die in dieser Kapelle eingemauert waren, dadurch und durch das Löschwasser der Feuerwehr schwer beschädigt. Am 11. Februar 1944 wurden das angeschlossene Schwesternhaus und das Pfarrheim durch weitere Bombentreffer total zerstört. Das Marienglöckchen im Dachreiter der alten Josefskirche blieb als einziges des ersten Geläutes erhalten, alle Glocken im Turm der neuen Josefskirche wurden im Krieg abgenommen und eingeschmolzen.
1948 bis 1951 wurden die Kriegsschäden behoben. Anstelle der zerstörten Maria-Schlaf-Kapelle wurde ein neues Pfarrheim errichtet. In Straßenbahnerkreisen wurde das im Gemeindegebiet liegende Bornheimer Depot der Straßenbahn Frankfurt am Main bis in die 1950er Jahre auch als kadolisches Debbo bezeichnet, da ein Großteil der Mitglieder der Katholischen Arbeitnehmer-Bewegung in Bornheim Mitarbeiter des Städtischen Fuhrparks oder des Bornheimer Straßenbahndepots waren.
1963 wurde der Innenraum der Kirche renoviert und entsprechend dem Zeitgeist modernisiert. Der Chorraum wurde tiefer gelegt. Das Retabel des Hochaltars wurde an der Stirnwand aufgehängt und ein neuer Hauptaltar als Mensa auf einer zweistufigen Altarinsel in der Mitte des Chores errichtet. Die Kirche erhielt einen neuen hellen Verputz. Die Kirchenfenster, der Fußboden aus Schiefer und die Heizung werden erneuert. Die Altarinsel wurde in rotem Marmor ausgeführt. Weiterhin erhält die Kirche ein neues Taufbecken an der Stelle des Altares der alten Josefskirche. Die Kanzel wurde durch einen Ambo ersetzt. Ebenso werden die Marienstatue und der Kreuzweg erneuert. Der Lettner, der den Altarraum von dem Rest des Kirchenschiffs der Alten Josefskirche trennte, wurde abgebrochen. 1966 wurde die Orgel erneuert und 1971 der Chor der Kirche neu gestaltet. 1977 wurde die Außenfassade renoviert und die beschädigte Josefsstatue von Arnold Hensler an der Turmfassade erneuert. 1991 war die Kirche erneut renovierungsbedürftig. Das elektrische Ausstattung und der Innenanstrich wurden erneuert. Für die neue künstlerische Gestaltung des Gotteshauses galt der Grundsatz, die Geschichte der Kirche deutlich zu machen. Der Hochaltar wurde so weit wie möglich rekonstruiert. Die zwölf Apostelfiguren an den Pfeilern des Hauptschiffes wurden farbig. Für die Pastoral sinnvolle Veränderungen wurden durchgeführt. Hierzu gehörten die Gestaltung der Alten Josefskirche in eine voll funktionsfähige Kirche für die Werktagsgottesdienste, die Einrichtung eines Beichtraumes und die Neugestaltung des Taufortes. Als Zeichen dafür, dass das Sakrament der Taufe der Eintritt in die Kirche ist, steht jetzt der Taufstein am Beginn des Weges des Besuchers in das Gotteshaus. Das Marienglöckchen im Dachreiter der alten Josefskirche erhielt einen neuen Glockenstuhl, da der alte hölzerne Glockenstuhl morsch war und das Glöckchen deswegen nicht mehr geläutet werden konnte. Zusätzlich wurde ein Läutemotor eingebaut. 1995 gestaltete der argentinische Bildhauer Ariel Auslender die Verkleidung der großen Säule in dem Pfarrsaal. Heute zeigt sich das Innere der Kirche im Stil der Renovierung des Jahres 1991.

### 21. Jahrhundert
Das 21. Jahrhundert brachte am 1. August 2007 die Auflösung der bisherigen St. Josefs-Gemeinde und der benachbarten Gemeinden Heilig-Kreuz und St. Michael. Diese wurden in einer neuen Pfarrei unter dem Namen St. Josef Frankfurt-Bornheim fusioniert. Die bisherigen Pfarrkirchen Heilig-Kreuz und St. Michael sind seitdem Filialkirchen von St. Josef. Von diesem Tag bis zum 31. Dezember 2014 war das Pfarrgebiet durch Fusion und Einpfarrung wieder annähernd mit dem ursprünglichen Gebiet der Bornheimer katholischen Gemeinde von 1869 identisch. Zum 1. August 2007 bestimmte das Bistum Limburg auf Weisung von Bischof Franz Kamphaus die Heilig-Kreuz-Kirche zur Profilkirche als Heilig-Kreuz – Zentrum für christliche Meditation und Spiritualität.
In der Kirche St. Michael in Frankfurt-Nordend wurde das Fachzentrum für Trauerseelsorge eingerichtet. Zwei Monate vor dieser Fusion musste das Kircheninnere nach einem durch brennende Öllichter verursachten Rauchschaden komplett renoviert und die Orgel von Grund auf gereinigt werden. 2013 wurde die Fassade renoviert und in einem rot-braunen-Farbton neu gestrichen.
Gemeinsam mit ihrer Nachbargemeinde Maria Rosenkranz in Seckbach bildete die neue St. Josef-Gemeinde bis zum 31. Dezember 2011 den Pastoralen Raum Frankfurt-Bornheim, in dem eine stärkere Zusammenarbeit als vorher stattfand. Die Pfarrei St. Josef, war zu diesem Zeitpunkt mit fast 11.000 Katholiken eine der größten im Bistum Limburg. Zum 1. Januar 2012 wurden die Pastoralen Räume in Frankfurt neu gegliedert und aus den beiden Pastoralen Räumen Frankfurt-Bornheim mit den Pfarreien St. Josef-Bornheim und Maria Rosenkranz in Seckbach und Frankfurt-Ost mit den beiden Pfarreien Heilig Geist im Riederwald und Herz Jesu in Fechenheim wurde ein neuer Pastoraler Raum mit der Bezeichnung Frankfurt-Ost geschaffen. Dieser bestand bis zum 31. Dezember 2014.
St. Josef ist eine internationale Gemeinde. Mehr als 30 Prozent der Mitglieder der Gemeinde sind Katholiken anderer Muttersprachen, die rund 15 Nationalitäten angehören.
Zum 1. Januar 2015 wurde aus den vier Pfarreien des Pastoralen Raumes Frankfurt-Ost St. Josef in Bornheim, Maria Rosenkranz in Seckbach, Heilig-Geist im Riederwald und Herz-Jesu in Fechenheim eine Pfarrei neuen Typs unter dem Namen St. Josef Frankfurt am Main mit den Kirchorten Sankt Josef Bornheim, Maria Rosenkranz Seckbach, Heilig Geist Riederwald und Herz Jesu Fechenheim geschaffen. Dazu gehört die Zentralisierung bestimmter Aufgaben, wie des Pfarrbüros. Die neue Pfarrei hatte dadurch dann ca. 16.500 Mitglieder.
Das neue Logo der Pfarrei neuen Typs besteht aus einem X-förmigen Kreuz, das die vier individuellen Kirchorte aus verschiedenen geographischen Richtungen symbolisiert. Jedes der vier Elemente steht für einen der Kirchorte. Das Element für den Kirchort Sankt Josef Bornheim besteht aus einer grünen gotischen Deckenstruktur, das für Maria Rosenkranz Seckbach aus lilafarbenen Perlen, das für Heilig Geist Riederwald gelben und roten Flammen und das für Herz Jesu Fechenheim aus blauen Herzen und Tropfen. Jeder Kirchort hat zudem ein eigenes Logo, das aus vier gleichen Elementen besteht.
Ende August 2025 wurde die Schließung des Meditationszentrums in Heilig Kreuz und dieses Standortes zum 20. Dezember 2025 angekündigt. Die weitere Nutzung der Räumlichkeiten dort stand zu diesem Zeitpunkt nicht fest.

## Das Bauwerk
Die alte Josefskirche wurde 1877 in neugotischem Baustil errichtet. Es handelt sich um einen Backsteinbau mit kreuzförmigem Grundriss. Der Sakralbau besteht aus dem Chor mit 5/8-Schluss, Querhaus und Langhaus. Auf der Vierung befindet sich ein Dachreiter in Form eines Türmchens mit einem Marien-Glöckchen von 1884. Das Chorgewölbe entspricht noch dem Vorbild der mittelalterlichen Johanniterkirche. Direkt übertragen und wiederverwendet sind der Schlussstein des Chorschlussgewölbes, einige ornamentierte Schlusssteine des Mittelschiffes und die beiden aus dem Mittelalter stammenden Figuren unter den Konsolen der Vierung. Es handelt sich um die Darstellung eines nackten Mannes sowie eines Hasen und eines Hundes. Der hintere Teil des Langhauses der alten Kirche wurde zum Chor der neuen Josefskirche umgebaut. Die Hauptachse der neuen Kirche wird durch den mittleren Gewölbegurtbogen des alten Langhauses gebildet. Die Verbindung von alter und neuer Kirche besteht aus einem 9 Meter hohen und 9 Meter breiten Triumphbogen aus massivem roten Sandstein. Er ist 1,30 Meter tief, da er die Hälfte der alten Gewölbelast und die Dachlast zu tragen hat. Den Schlussstein bildet ein tragender Engel des Bildhauers Martin Henrich aus Frankfurt-Schwanheim. Das Gesicht dieses Engels soll dem damaligen Pfarrer Höhler ähnlich sehen. Als Schlusssteine und Konsolen wurden Teile der 1874 abgerissenen ehemaligen Johanniterkirche verwendet.
Bei der 1932 errichteten neuen Josefskirche handelt es sich um einen Stahlskelettbau. Direkt an der Berger Straße liegt der Kirchturm der neuen Josefskirche. Die Glockenstube zeigt eine rautenförmige Auflösung, die sich aus der Konstruktion der Windverbände im Stahlskelett ergibt. An dem wuchtigen Turm befindet sich die St.-Josefs-Figur des Bildhauers Arnold Hensler von 1932. Das Original musste 1977 durch eine Kopie ersetzt werden. Das Hauptschiff ist ebenfalls ein Stahlskelettbau mit 30 cm dicker Leichtsteinausmauerung. Das Hauptschiff der Neuen Josefskirche wurde in einem Winkel von 90° zu dem Kirchenschiff der Alten Josefskirche errichtet.
Der gotische Hochaltar stammt aus der Sammlung des Frankfurter Stadtpfarrers Ernst Franz August Münzenberger, der den Altar der Gemeinde 1880 stiftete. Die ältesten Bestandteile des Altars stammen soweit heute bekannt ist aus dem Zeitraum zwischen 1460 und 1500. Seit 1932 steht der Altar an seinem heutigen Platz im Chor der neuen Josefskirche. An den Pfeilern des Hauptschiffs befinden sich die Holzstatuen der zwölf Apostel. Sie wurden um 1880 angeschafft. Zwei der Statuen sind kleiner und älter als die anderen. Um eine einheitliche Größe zu erreichen, wurden diese jeweils auf einen erhöhten Sockel gestellt.
Die heutige Orgel stammt aus dem Jahr 1966 und wurde von der Firma Hindelang aus Ebenhofen im Allgäu gebaut. Sie verfügt über 2934 Pfeifen, 43 Register, 3 Manuale und eine Pedalkombination. Die Orgel musste 2007 nach dem durch einen Schwelbrand verursachten Rauchschaden grundlegend gereinigt werden.
Von den Originalglocken ist nur noch die Marien-Glocke im Dachreiter erhalten. 1942 wurden die anderen Glocken abgenommen und eingeschmolzen. Die heutigen 4 Glocken wurden 1948 gegossen. Soweit bekannt wurden für die Glocken Material des 1945 zerstörten Reiterstandbilds von Wilhelms I. vom Kaiser-Wilhelm-Denkmal am Deutschen Eck aus Koblenz verwendet. Mit diesen Glocken zusammen wurde auch eine Turmuhr eingebaut.
Zum Kirchengelände, das direkt an der Bornheimer Einkaufsmeile Berger Straße liegt, gehören neben Gruppenräumen auch ein moderner Pfarrsaal und ein Pfarrhaus mit dem Gemeindebüro. Auf dem Gelände stand zudem bis Anfang 2009 eine Würstchenbude, was in dieser Form einmalig in Frankfurt war. Zum Kirchengelände gehört darüber hinaus auch die Kindertagesstätte Burg der Kinder im Hinterhaus Heidestraße 62.
Die Kirche steht unter Denkmalschutz.

## Verkehrsanbindung
St. Josefs liegt zwischen den beiden Stadtbahn-Stationen Höhenstraße und Bornheim Mitte der Linie U4 der U-Bahn Frankfurt. Sie ist von beiden Stationen aus in wenigen Minuten zu Fuß zu erreichen.